# Броварки (Лубенский район)
Броварки (укр. Броварки) — село,
Снитинский сельский совет,
Лубенский район,
Полтавская область,
Украина.
Код КОАТУУ — 5322886202. Население по переписи 2001 года составляло 82 человека.

## Географическое положение
Село Броварки находится в 4,5 км от левого берега реки Сула,
в 1-м км от села Ремовка.